# Volley Lupi Santa Croce
La Volley Lupi Santa Croce è una società pallavolistica maschile italiana con sede a Santa Croce sull'Arno: milita nel campionato di Serie B.

## Rosa 2023-2024
| N° | Nome                 | Ruolo | Data di nascita   | Nazionalità sportiva |
| -- | -------------------- | ----- | ----------------- | -------------------- |
| 1  | Lorenzo Gabbriellini | L     | 2 agosto 2003     | Italia               |
| 2  | Manuel Coscione      | P     | 29 gennaio 1980   | Italia               |
| 3  | Simone Parodi        | S     | 16 giugno 1986    | Italia               |
| 4  | Nicolas Brucini      | S     | 5 luglio 2004     | Italia               |
| 5  | Antonio Cargioli     | C     | 5 novembre 1994   | Italia               |
| 6  | Giacomo Russo        | C     | 25 marzo 2005     | Italia               |
| 7  | Leonardo Colli       | S     | 15 marzo 1996     | Italia               |
| 8  | Alessio Matteini     | S     | 15 aprile 2005    | Italia               |
| 11 | Nicholas Petratti    | S     | 20 gennaio 2002   | Italia               |
| 13 | Riccardo Gatto       | O     | 13 marzo 2003     | Italia               |
| 14 | Francesco Giannini   | P     | 12 giugno 2003    | Italia               |
| 15 | Luca Loreti          | L     | 24 dicembre 2005  | Italia               |
| 16 | Karli Allik          | S     | 25 settembre 1996 | Estonia              |
| 17 | Pardo Mati           | C     | 7 agosto 2006     | Italia               |
| 23 | Klistan Lawrence     | O     | 7 gennaio 2003    | Porto Rico           |

## Palmarès
- Coppa Italia di Serie A2: 2

2004-05, 2010-11
- Coppa Italia di Serie B1: 1

2012-13